# 슈퍼 스매시브라더스 얼티밋
《슈퍼 스매시브라더스 얼티밋》(일본어: 大乱闘スマッシュブラザーズ SPECIAL, 영어: Super Smash Bros. Ultimate)은 스매시브라더스 시리즈의 다섯 번째 시리즈이다.

## 게임플레이
"이 모든 것이 최대" 혹은 "전원 참전(Everyone is Here)"
슈퍼 스매시브라더스 얼티밋은 사상 최대를 앞세우고 있다.

### 등불의 별
대난투 스매시브라더스 X이후로 10년만에 추가된 어드벤처 모드이다. 내용은 모든 파이터들이 집결하여 새로운 창세를 노리는 '빛의 화신 키라'에 맞서지만, 일격으로 파이터들은 피규어가 되어 납치되었고, 나머지 모든 생명들도 전멸하여 사념체로 떠도는 스피릿이 되어버리고 세상은 모든 것을 잃게 된다. 그러나 커비만은 워프스타를 타며 공격에서 도망치다가 순간이동으로 탈출해서, 모든 것을 잃은 세상에 다시 돌아온 유일한 생존자가 되었고, 사라진 파이터들과 스피릿들을 구하고 키라에 다시 맞서기 위해 모험을 떠나게 된다는 이야기다. 스피릿으로 조종된 꼭두각시 파이터들을 해방하면 획득할 수 있다. 획득한 스피릿은 상황에 따라 선택할 수 있다. 그 외에도 납치된 파이터들을 구출하면 동료로 합류시킬 수 있다. 진행하다 보면 주위에 도장과 상점들이 들어서 있는데, 상점은 획득한 스피릿포인트(SP)로 구입할 수 있다. 체력장은 레벨1이상으로 된 스피릿을 단련시킬 수 있고, 도장은 종류대의 유파를 익힐 수 있다. 단 열기 위해서는 앞에 막고있는 스피릿을 해방해야 열 수 있다. 또한 탐험 지역도 해방해야 가능하다. 탐험 지역은 스피릿들을 모아서 시간대로 지나면 획득할 수 있게된다. 모두 함께 키라와 싸우는 순간 예상치 못한 일이 벌어진다.

## 파이터
01.마리오 - 슈퍼마리오
마리오 시리즈와 슈퍼 마리오 시리즈의 주인공. 본작에서는 슈퍼 마리오 오디세이의 요소를 일부 차용하였으며, 스킨으로 빌더 복장과 웨딩 복장이 추가되었다.
02.동키콩 - 동키콩
동키콩 시리즈의 주인공.
03.링크 - 젤다의 전설
젤다의 전설 시리즈의 주인공.
04.사무스 - 메트로이드
메트로이드 시리즈의 주인공.
04ε.다크 사무스 - 메트로이드
본작에서 처음 참전한 메트로이드 시리즈의 악역.
05.요시 - 요시
마리오 시리즈의 등장인물이자 요시 시리즈의 주인공.
06.커비 - 별의 커비
커비 시리즈의 주인공. 스톤중에 젤다의 전설의 보물상자가 추가되었다
07.폭스 - 스타폭스
스타폭스 시리즈의 주인공.
08.피카츄 - 포켓몬스터
포켓몬스터 시리즈 내에서 가장 유명한 포켓몬.
09.루이지 - 슈퍼마리오
마리오 시리즈의 등장인물이자 루이지 맨션 시리즈의 주인공.
10.네스 - EarthBound
마더2의 주인공.
11.캡틴 팔콘 - F-Zero
12.푸린 - 포켓몬스터
13.피치 - 슈퍼마리오
13ε.데이지 - 슈퍼마리오
14.쿠파 - 슈퍼마리오
15.얼음 타기 - Ice Climber
16.시크 - 젤다의 전설
17.젤다 - 젤다의 전설
18.닥터마리오 - 닥터 마리오
19.피츄 - 포켓몬스터
20.팔코 - 스타폭스
스타폭스의 등장인물.
21.마르스 - 파이어 엠블렘
21ε.루키나 - 파이어 엠블렘
22.소년 링크 - 젤다의 전설
23.가논돌프 - 젤다의 전설
24.뮤츠 - 포켓몬스터
25.로이 - 파이어 엠블렘
25ε.크롬 - 파이어 엠블렘
26.Mr. 게임&워치 - Game & Watch
27.메타 나이트 - 별의 커비
28.피트 - Kid Icarus
키드 이카루스의 주인공.
28ε.블랙피트 - Kid Icarus
29.제로 슈트 사무스 - 메트로이드
30.와리오 - 메이드 인 와리오
31.스네이크 - Metal Gear Solid
32.아이크 - 파이어 엠블렘
33-35.포켓몬 트레이너（꼬부기(33) / 이상해풀(34) / 리자몽(35)） - 포켓몬스터
36.디디콩 - 동키콩
37.류카 - EarthBound
38.소닉 - 소닉
39.디디디 대왕 - 별의 커비
40.피크민&올리마 - 피크민
41.루카리오 - 포켓몬스터
42.R.O.B. - Nintendo Entertainment System R.O.B.
43.툰링크 - 젤다의 전설
44.울프 - 스타폭스
45.마을 주민 - 동물의 숲
46.록맨 - 록맨
47.Wii Fit 트레이너 - Wii Fit
48.로젤리나&치코 - 슈퍼마리오
49.리틀맥 - Punch-Out!!
50.개굴닌자 - 포켓몬스터
51-53.Mii 파이터(격투형(51)/검술형(52)/사격형(53)) - Mii
54.파르테나 - Kid Icarus
키드 이카루스의 히로인.
55.팩맨 - 팩맨
56.러플레 - 파이어 엠블렘
57.슈르크 - Xenoblade Chronicles
58.쿠파주니어 - 슈퍼마리오
59.덕헌트 - 덕헌트
60.Ryu - Street Fighter
61ε.Ken - Street Fighter
61.클라우드 - Final Fantasy VII
62.카무이 - 파이어 엠블렘
63.베요네타 - Bayonetta
64.잉클링 - Splatoon
65.리들리 - 메트로이드
66.사이먼 - Castlevania
66ε.릭터 - Castlevania
67.킹크루루 - 동키콩
68.여울 - 동물의 숲
69.어흥염 - 포켓몬스터

### DLC 파이터
DLC 파이터는 슈퍼 스매시브라더스 for 닌텐도 3DS/Wii U와 동일하여 파이터패스를 구입할시 배포일자에 따라 받는 방식이다. 또한 배포된 파이터를 세트로 따로 구입할 수 있다.
70.뻐끔플라워 - 슈퍼마리오(닌텐도e숍에서 기간한정 쿠폰번호로 즉시 획득(번호는 기간한정으로 게임팩 안에 내장)
71.조커 - 페르소나
72.용사 - 드래곤 퀘스트
73.반조 & 카주이 - 반조와 카주이의 대모험
74.테리 - 아랑전설
75.벨레트 / 벨레스 - 파이어 엠블렘
76.미엔미엔 - ARMS
77.스티브 / 알렉스 - Minecraft
스킨으로 좀비와 엔더맨도 선택이 가능하다.
78.세피로스 - Final Fantasy VII
79-80.호무라 / 히카리 - Xenoblade Chronicles
81.카즈야 - 철권
철권의 악역.
82.소라 - 킹덤하츠

## 평가
| 평가 |           |
| --- | --------- |
| 통합 점수 통합사 점수 메타크리틱 93/100 [ 1 ] 평론 점수 평론사 점수 디스트럭토이드 9.5/10 [ 2 ] 에지 9/10 [ 3 ] EGM 9.5/10 [ 4 ] 유로게이머 Essential [ 5 ] 패미츠 38/40 [ 6 ] 게임 인포머 9.5/10 [ 7 ] 게임프로 87/100 [ 8 ] 게임스팟 9/10 [ 9 ] 게임스레이더+ [ 10 ] IGN 9.4/10 [ 11 ] Jeuxvideo.com 18/20 [ 12 ] 닌텐도 라이프 10/10 [ 13 ] 닌텐도 월드 리포트 9/10 [ 14 ] US게이머 [ 15 ] |           |
| 통합 점수 |           |
| 통합사 | 점수      |
| 메타크리틱 | 93/100    |
| 평론 점수 |           |
| 평론사 | 점수      |
| 디스트럭토이드 | 9.5/10    |
| 에지 | 9/10      |
| EGM | 9.5/10    |
| 유로게이머 | Essential |
| 패미츠 | 38/40     |
| 게임 인포머 | 9.5/10    |
| 게임프로 | 87/100    |
| 게임스팟 | 9/10      |
| 게임스레이더+ | [ 10 ]    |
| IGN | 9.4/10    |
| Jeuxvideo.com | 18/20     |
| 닌텐도 라이프 | 10/10     |
| 닌텐도 월드 리포트 | 9/10      |
| US게이머 | [ 15 ]    |